# AlphaEvolve
AlphaEvolve è un agente di codifica evolutivo, progettato per la creazione di algoritmi avanzati. È basato su modelli linguistici di grandi dimensioni della famiglia Gemini, sviluppata da Google DeepMind.

## Sistema
AlphaEvolve si propone di scoprire e perfezionare in modo autonomo gli algoritmi attraverso una combinazione di grandi modelli linguistici (LLM) e calcolo evolutivo.
Basandosi sui modelli Gemini esistenti di DeepMind, Google afferma di aver generato con successo e fatto progressi in complessi problemi algoritmici e scientifici, come la moltiplicazione di matrici, che sono stati implementati nell'ecosistema informatico di Google. Google sostiene che, in una selezione di 50 problemi matematici aperti, il modello è stato in grado di riscoprire soluzioni all'avanguardia nel 75% dei casi e di scoprire soluzioni migliorate nel 20% dei casi, ad esempio migliorando il problema del numero del bacio .
A differenza dei predecessori specifici di un dominio come AlphaFold o AlphaTensor, AlphaEvolve è progettato come sistema di uso generale. Può operare in un'ampia gamma di attività scientifiche e ingegneristiche modificando automaticamente il codice e ottimizzandolo per molteplici obiettivi. La sua architettura consente di valutare il codice a livello di programmazione, riducendo la dipendenza dall'input umano e mitigando i rischi come le allucinazioni comuni negli output LLM standard.